# Trachylepis buettneri
Trachylepis buettneri är en ödleart som beskrevs av  Paul Matschie 1893. Trachylepis buettneri ingår i släktet Trachylepis och familjen skinkar. Inga underarter finns listade i Catalogue of Life.